# Scatophila noctula
Scatophila noctula är en tvåvingeart som först beskrevs av Johann Wilhelm Meigen 1830.  Scatophila noctula ingår i släktet Scatophila och familjen vattenflugor. Arten är reproducerande i Sverige. Inga underarter finns listade i Catalogue of Life.